# Xã Jackson, Quận Cambria, Pennsylvania
Xã Jackson (tiếng Anh: Jackson Township) là một xã thuộc quận Cambria, tiểu bang Pennsylvania, Hoa Kỳ. Năm 2010, dân số của xã này là 4.392 người.